# Resolutie 841 Veiligheidsraad Verenigde Naties
Resolutie 841 van de Veiligheidsraad van de Verenigde Naties werd unaniem aangenomen door de VN-Veiligheidsraad op 16 juni 1993, en legde een handelsembargo op tegen Haïti.

## Achtergrond
Na decennia onder dictatoriaal bewind won Jean-Bertrand Aristide in december 1990 de verkiezingen in Haïti. In september 1991 werd hij met een staatsgreep verdreven. Nieuwe verkiezingen werden door de internationale gemeenschap afgeblokt waarna het land in de chaos verzonk. Na Amerikaanse bemiddeling werd Aristide in 1994 in functie hersteld.

## Inhoud

### Waarnemingen
De Veiligheidsraad had een brief ontvangen van Haïti die vroeg het handelsembargo tegen het land wereldwijd op te leggen. De Raad steunde het leiderschap van secretaris-generaal Boutros Boutros-Ghali en die van de Organisatie van Amerikaanse Staten (OAS) en de inspanningen om de crisis in Haïti op te lossen. Ze had ook al eerder gewezen op de humanitaire crisis.
Ze betreurde dat de wettige regering van Aristide niet in ere hersteld werd. De situatie zorgde voor een klimaat van angst en velen vluchtten naar de buurlanden. De situatie was uniek en vroeg om uitzonderlijke maatregelen.

### Handelingen
De Veiligheidsraad besliste dat op 23 juni 1993 om 0:01 uur EST onderstaand handelsembargo zou ingaan tenzij de secretaris-generaal zou melden dat dergelijke maatregelen in het licht van de lopende onderhandelingen niet nodig zouden zijn. Als hij meldde dat de de facto-autoriteiten van Haïti niet zouden meewerken, dan zou het embargo onmiddellijk van kracht worden.
Alle landen moesten de verkoop van petroleum, petroleumproducten, wapens en aanverwante, munitie, militaire voertuigen en uitrusting, politie-uitrusting en reserve-onderdelen voor het voorgaande aan Haïti verbieden. Alle transporten met die producten op het grondgebied of de territoriale wateren van Haïti werden verboden. Er werd ook een comité opgericht dat moest beslissen over de uitzonderlijke invoer van petroleum om humanitaire redenen. Ook moesten alle buitenlandse fondsen van Haïti worden bevroren.
Het comité kreeg ook nog de volgende taken:
a. Rapporten over de door de landen genomen maatregelen bestuderen.
b. Meer informatie over de acties die landen namen bekomen.
c. Aangebrachte informatie over schendingen bekijken.
d. Beslissen over petroleuminvoer om humanitaire redenen.
e. Regelmatig rapporteren over schendingen.
f. Richtlijnen opstellen voor de uitvoering van deze resolutie.
Alle landen werden opgeroepen mee te werken met het comité door onder meer de gevraagde informatie aan te dragen en om degenen die deze resolutie schonden te berechten. Ook werden ze gevraagd om tegen 16 juli aan de secretaris-generaal mede te delen welke maatregelen ze hadden genomen. De secretaris-generaal werd gevraagd om niet later dan 15 juli te rapporteren over de vooruitgang die hij en de secretaris-generaal van de OAS hadden bereikt bij het zoeken naar een politieke oplossing. Intussen stond de Veiligheidsraad klaar om de maatregelen te herzien en eventueel op te heffen als de de facto-autoriteiten in Haïti een akkoord hadden getekend en begonnen uit te voeren om de wettige overheid in ere te herstellen.

## Verwante resoluties
- Resolutie 861 Veiligheidsraad Verenigde Naties
- Resolutie 862 Veiligheidsraad Verenigde Naties

Lijst ·  800 ·  801 ·  802 ·  803 ·  804 ·  805 ·  806 ·  807 ·  808 ·  809 ·  810 ·  811 ·  812 ·  813 ·  814 ·  815 ·  816 ·  817 ·  818 ·  819 ·  820 ·  821 ·  822 ·  823 ·  824 ·  825 ·  826 ·  827 ·  828 ·  829 ·  830 ·  831 ·  832 ·  833 ·  834 ·  835 ·  836 ·  837 ·  838 ·  839 ·  840 ·  841 ·  842 ·  843 ·  844 ·  845 ·  846 ·  847 ·  848 ·  849 ·  850 ·  851 ·  852 ·  853 ·  854 ·  855 ·  856 ·  857 ·  858 ·  859 ·  860 ·  861 ·  862 ·  863 ·  864 ·  865 ·  866 ·  867 ·  868 ·  869 ·  870 ·  871 ·  872 ·  873 ·  874 ·  875 ·  876 ·  877 ·  878 ·  879 ·  880 ·  881 ·  882 ·  883 ·  884 ·  885 ·  886 ·  887 ·  888 ·  889 ·  890 ·  891 ·  892